# 平北抗日烈士纪念园
平北抗日烈士纪念园，位于北京市延庆区龙庆峡景区入口处，是为纪念北平（今北京）北部抗日战争牺牲烈士而建的纪念园。占地面积2.4万平方米。园内主要纪念建筑是烈士纪念碑和纪念馆。

## 平北抗日战争烈士纪念碑
1989年10月，平北抗日战争烈士纪念碑落成。主体净高14.2米，宽6.3米，以突出碑身的步枪、刺刀寓意平北军民和抗日战争烈士以刺刀和鲜血铸成抗日铜墙铁壁，保卫了平北，保卫了晋察冀边区。碑阳“平北抗日战争烈士纪念碑”由聂荣臻题写，碑阴“平北抗日烈士永垂不朽”由彭真题写。碑文由苗培石撰稿，刘炳森书写。纪念碑前有广场1200平方米。2012年，“平北抗日纪念碑”被列为延庆县普查登记文物。

## 平北抗日战争纪念馆
平北抗日战争纪念馆，位于北京市延庆区龙庆峡平北抗日烈士纪念园管理处，是展出北平（今北京）北部地区抗日战争史料的博物馆。
1997年7月，平北抗日战争纪念馆开馆，位于龙庆峡景区入口处，建筑面积550平方米，展线长130米，馆名“平北抗日战争纪念馆”由原冀热察挺进军司令萧克题写。2005年11月被中共中央宣传部命名为全国第三批爱国主义教育示范基地。2009年3月，国务院批准为全国第五批烈士纪念建筑物保护单位。平北抗日战争纪念馆还被北京市人民政府定为市级烈士纪念建筑物保护单位、青少年教育基地。
2007年7月起，北京市和延庆县先后投资2100余万元扩建该纪念馆。2011年6月10日， 经过近四年扩建和修复，平北抗日战争纪念馆正式恢复对外开放。扩建后的展馆面积扩大近5倍，由原先的550平方米扩大到3000平方米。展馆分为序厅、展厅、影视厅三大部分，展览共分八个部分，展出353张照片、155件文物、32个文字材料，介绍1933年至1945年平北军民反抗日军侵略的历史。